# Achmad Mochtar
Achmad Mochtar (Bonjol, West Sumatra, 1892 - Batavia, 3 juli 1945) was een Indonesische arts en wetenschapper. Hij was de eerste Indonesiër die directeur van het Eijkman Instituut was, een biologisch onderzoeksinstituut in Batavia in het voormalig Nederlands-Indië.
Tijdens de Japanse bezetting van Nederlands-Indië werden onderzoekers van het Eijkman Instituut door het Japanse leger gearresteerd voor het opzettelijk besmetten van Romusha’s met het tetanusvaccin. Directeur Achmad Mochtar bekende schuld tegenover het Japanse leger op voorwaarde dat de overige onderzoekers zouden worden vrijgelaten. Hij werd op 3 juli 1945 geëxecuteerd.

## Achtergrond
Achmad Mochtar werd geboren op het eiland Sumatra, en volgde de middelbare school in Batavia. Mochtar studeerde op 21 juni 1916 af aan de STOVIA (School tot Opleiding van Inlandsche Artsen) in Batavia.

## Carrière
Mochtar begon zijn carrière als arts in een afgelegen dorp in Noord-Sumatra. Daar ontmoette hij de Duitse onderzoeker Wilhelm Schüffner die daar onderzoek deed naar malaria. Schüffner werd de mentor van Mochtar en dankzij hem kon hij promotieonderzoek doen aan de Universiteit van Amsterdam. Hij voltooide zijn proefschrift in 1927 en keerde hetzelfde jaar nog terug naar Nederlands-Indië. In 1937 trad hij toe tot het Eijkman Instituut. In 1942 bezette Japan Nederlands Indië en arresteerde het mensen met de Nederlandse nationaliteit, onder wie de toenmalige directeur van het Eijkman Instituut, W.K. Martens. Tijdens zijn gevangenschap stierf Martens aan beriberi. Daarna werd Achmad Mochtar benoemd tot directeur van het Eijkman Instituut en was daarmee de eerste Indonesiër die deze functie bekleedde.

## De besmettingsaanklacht
In 1942 gaf het Japanse leger het Pasteur Instituut in Bandoeng de opdracht een vaccin te produceren voor de behandeling van Romusha, waarvan men vermoedde dat ze tetanus hadden. Ongeveer 90 gezonde Romusha’s werden naar het centrale ziekenhuis in Batavia gebracht om het vaccin te krijgen, maar ze stierven allemaal. Een paar weken later concludeerden onderzoekers van het Eijkman Instituut die weefselmonsters van de autopsie analyseerden dat het vaccin besmet was met tetanospasmine.
In oktober 1944 werd Achmad Mochtar samen met het onderzoeksteam van het Eijkman Instituut en gezondheidswerkers die de vaccinaties toedienen gearresteerd door de Japanse militaire politie, de Kempeitai, op beschuldiging van het saboteren van de vaccins die aan de romusha's waren gegeven. Het gehele onderzoeksteam werd vastgehouden, geslagen, verbrand en op andere wijzen gemarteld. Verschillende teamleden stierven in hechtenis.

## Dood
In januari 1945 werden de onderzoekers van het Eijkman Instituut die de martelingen van het Japanse leger hadden overleefd vrijgelaten. In drie afzonderlijke rapporten wordt vermeld dat Achmad Mochtar onderhandelde met zijn ontvoerders, waarin hij ermee instemde beschuldigingen van sabotage toe te geven als zijn collega's zouden worden vrijgelaten. Op 3 juli 1945 werd Achmad Mochtar onthoofd. In een Japans militair dagboek staat dat het lichaam van Achmad Mochtar werd verpletterd met een stoomwals en in een massagraf werd gedumpt. 

## Ontdekking van het graf in 2010
Sinds zijn dood in 1945 is de locatie van het lichaam van Achmad Mochtar onbekend. Dankzij onderzoek van zijn opvolgers, slaagde de directeur van het Eijkman Instituut, Sangkot Marzuki, en zijn collega, Kevin Baird, erin om het graf van Achmad Mochtar in Ereveld Ancol, te vinden in 2010. Het lichaam van Achmad Mochtar was begraven in een graf met 9 andere mensen.